# Clytra nepalica
Clytra nepalica es un coleóptero de la familia Chrysomelidae. Fue descrita científicamente por primera vez en 1998 por Medvedev.